# Див'яке
Див'яке (хорв. Divjake) — населений пункт у Хорватії, у Приморсько-Горанській жупанії у складі громади Скрад.

## Населення
Населення за даними перепису 2011 року становило 40 осіб.
Динаміка чисельності населення поселення:

## Клімат
Середня річна температура становить 8,28 °C, середня максимальна – 21,38 °C, а середня мінімальна – -6,18 °C. Середня річна кількість опадів – 1460 мм.
| Клімат поселення                              | Клімат поселення | Клімат поселення | Клімат поселення | Клімат поселення | Клімат поселення | Клімат поселення | Клімат поселення | Клімат поселення | Клімат поселення | Клімат поселення | Клімат поселення | Клімат поселення | Клімат поселення |
| Показник                                      | Січ.             | Лют.             | Бер.             | Квіт.            | Трав.            | Черв.            | Лип.             | Серп.            | Вер.             | Жовт.            | Лист.            | Груд.            |                  |
| Середній максимум, °C                         | 5,42             | 6,29             | 9,22             | 13,17            | 18,04            | 21,36            | 21,38            | 20,89            | 17,13            | 12,87            | 7,74             | 4,29             |                  |
| Середня температура, °C                       | −0,39            | 0,49             | 3,43             | 7,37             | 12,24            | 15,55            | 17,44            | 16,94            | 13,19            | 8,93             | 3,80             | 0,36             |                  |
| Середній мінімум, °C                          | −6,18            | −5,3             | −2,38            | 1,56             | 6,44             | 9,76             | 13,50            | 13,00            | 9,25             | 4,99             | −0,14            | −3,6             |                  |
| Норма опадів, мм                              | 86               | 90               | 108              | 124              | 110              | 132              | 102              | 116              | 136              | 163              | 167              | 126              |                  |
| Середньомісячна швидкість вітру, м/с          | 2.08             | 2.24             | 2.50             | 2.39             | 2.26             | 2.10             | 2.00             | 2.00             | 1.95             | 2.06             | 2.24             | 2.24             |                  |
| Середньомісячна сонячна радіація, кДж/м²·день | 4231             | 6982             | 10254            | 14589            | 18738            | 20330            | 21788            | 18418            | 13499            | 8772             | 4638             | 3520             |                  |
| --------------------------------------------- | ---------------- | ---------------- | ---------------- | ---------------- | ---------------- | ---------------- | ---------------- | ---------------- | ---------------- | ---------------- | ---------------- | ---------------- | ---------------- |
| Джерело:                                      |                  |                  |                  |                  |                  |                  |                  |                  |                  |                  |                  |                  |                  |